# Französische Davis-Cup-Mannschaft
Die französische Davis-Cup-Mannschaft ist die Tennisnationalmannschaft Frankreichs, die seit 1904 am Davis Cup teilnimmt. Organisiert wird sie durch die Fédération Française de Tennis (FFT). Der Davis Cup ist der wichtigste Wettbewerb für Nationalmannschaften im Herren-Tennis, analog zum Fed Cup bei den Damen.

## Geschichte
Seit 1904 nimmt Frankreich am Davis Cup teil. Die größten Erfolge feierte das Team in den Jahren 1925 bis 1933, als man jedes Jahr das Finale erreichen konnte. In diese Ära fielen sechs der insgesamt zehn Siege, drei Mal verließ man als Verlierer den Platz. Danach folgte eine lange Durststrecke, ehe man 1982 erstmals wieder ins Finale kam. Dort unterlag das Team jedoch den USA.
Erst 1991 konnte der nunmehr siebte Erfolg gesichert werden. Erneut traf das Team um Henri Leconte und Guy Forget auf die USA, blieb diesmal jedoch mit 3:1 siegreich. Den neunten Titel gewann das Team, bestehend aus Nicolas Escudé, Sébastien Grosjean, Cédric Pioline und Fabrice Santoro, im Jahr 2001 gegen Australien. 2017 gewann die Mannschaft ihren zehnten Titel.

## Finalteilnahmen
Die Ergebnisse der Finalteilnahmen werden aus französischer Sicht angegeben.
| Jahr | Finalort          | Finalgegner            | Ergebnis |
| ---- | ----------------- | ---------------------- | -------- |
| 1925 | Philadelphia      | Vereinigte Staaten     | 0:5      |
| 1926 | Philadelphia      | Vereinigte Staaten     | 1:4      |
| 1927 | Philadelphia      | Vereinigte Staaten     | 3:2      |
| 1928 | Paris             | Vereinigte Staaten     | 4:1      |
| 1929 | Paris             | Vereinigte Staaten     | 3:2      |
| 1930 | Paris             | Vereinigte Staaten     | 4:1      |
| 1931 | Paris             | Vereinigtes Königreich | 3:2      |
| 1932 | Paris             | Vereinigte Staaten     | 3:2      |
| 1933 | Paris             | Vereinigtes Königreich | 2:3      |
| 1982 | Grenoble          | Vereinigte Staaten     | 1:4      |
| 1991 | Lyon              | Vereinigte Staaten     | 3:1      |
| 1996 | Malmö             | Schweden               | 3:2      |
| 1999 | Nizza             | Australien             | 2:3      |
| 2001 | Melbourne         | Australien             | 3:2      |
| 2002 | Paris             | Russland               | 2:3      |
| 2010 | Belgrad           | Serbien                | 2:3      |
| 2014 | Villeneuve-d’Ascq | Schweiz                | 1:3      |
| 2017 | Villeneuve-d’Ascq | Belgien                | 3:2      |
| 2018 | Villeneuve-d’Ascq | Kroatien               | 1:3      |